# Grande Prêmio dos Estados Unidos de 2018
Grande Prêmio dos Estados Unidos de 2018 (formalmente denominado 2018 Formula 1 Pirelli United States Grand Prix) foi a décima oitava etapa da temporada de 2018 da Fórmula 1. Foi disputada em 21 de outubro de 2018 no Circuito das Américas, Austin, Estados Unidos.

## Relatório

### Treino Classificatório
Q1
O Q1 começou como acabou o terceiro treino livre, dominado pela Ferrari. Vettel estabeleceu a melhor volta com 1m34s569, seguido de Raikkonen com 1m34s703. Entretanto, não demorou muito para a Mercedes mostrar o habitual ótimo desempenho. Primeiro Bottas superou Vettel, marcando 1m34s518, para depois Hamilton tomar a ponta do finlandês: 1m34s130.
Destaque negativo para Max Verstappen, que teve um problema na suspensão traseira direita, sendo obrigado a voltar aos boxes. A quebra ocorreu por conta de uma "lombada" na curva 15, por onde o holandês passou com a RBR.
Eliminados: Fernando Alonso (McLaren), Sergey Sirotkin (Williams), Lance Stroll (Williams), Marcus Ericsson (Sauber) e Stoffel Vandoorne (McLaren).
Q2
A segunda parte do treino classificatório iniciou com o duelo entre Ferrari e Mercedes. Desta vez, porém, melhor para o time de Maranello, que fez dobradinha nos dois primeiros lugares. Raikkonen foi o mais rápido com 1m32s884, enquanto Vettel fez 1m33s079. Hamilton em terceiro (1m33s480) e Bottas em quarto (1m33s702) foram seguidos da RBR de Daniel Ricciardo (1m34s185).
Mais atrás, Carlos Sainz reclamou que teria sido bloqueado por Kevin Magnussen em sua volta rápida. Ambos ficaram fora do Q3.
Eliminados: Carlos Sainz Jr. (Renault), Kevin Magnussen (Haas), Pierre Gasly (Toro Rosso), Brendon Hartley (Toro Rosso) e Max Verstappen (Red Bull).
Q3
Hora da decisão, Bottas foi o primeiro a marcar tempo: 1m32s686. Segundos depois, o finlandês foi superado por Hamilton, 0s119 mais rápido que o companheiro de equipe. Vettel, então, veio para a primeira tentativa e fechou os primeiros cinco minutos do treino na segunda colocação. Após uma parada nos boxes, todos voltaram para a pista e o inglês da Mercedes tratou de confirmar o favoritismo, recebendo a quadriculada com 1m32s237, o novo recorde não oficial da pista.

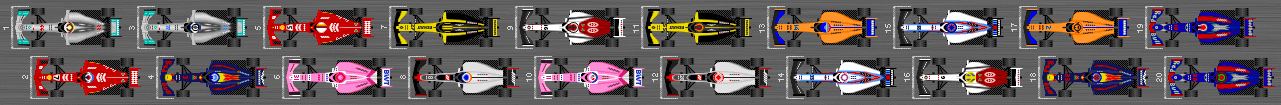
Grid de Largada

## Pneus
| Nome do composto | Cor | Banda de rolamento | Condições de Tempo | Dry Type                           | Aderência      | Longevidade   |
| ---------------- | --- | ------------------ | ------------------ | ---------------------------------- | -------------- | ------------- |
| Ultra Macio      |     | Slick (P Zero)     | Seco               | Ultrasoft                          | Mais aderência | Menos durável |
| Super Macio      |     | Slick (P Zero)     | Seco               | Supersoft                          | Mais aderência | Menos durável |
| Macio            |     | Slick (P Zero)     | Seco               | Soft                               | Médio          | Médio         |
| Intermediário    |     | Sulcos (Cinturato) | Molhado            | Intermediate (água não estagnante) | —              | —             |
| Chuva            |     | Sulcos (Cinturato) | Molhado            | Wet (água estagnante)              | —              | —             |

## Resultados

### Treino Classificatório
| Pos.                     | Nº | Piloto            | Construtor                | Q1       | Q2       | Q3       | Grid |
| ------------------------ | -- | ----------------- | ------------------------- | -------- | -------- | -------- | ---- |
| 1                        | 44 | Lewis Hamilton    | Mercedes                  | 1:34.130 | 1:33.480 | 1:32.237 | 1    |
| 2                        | 5  | Sebastian Vettel  | Ferrari                   | 1:34.569 | 1:33.079 | 1:32.298 | 51   |
| 3                        | 7  | Kimi Räikkönen    | Ferrari                   | 1:34.703 | 1:32.884 | 1:32.307 | 2    |
| 4                        | 77 | Valtteri Bottas   | Mercedes                  | 1:34.518 | 1:33.702 | 1:32.616 | 3    |
| 5                        | 3  | Daniel Ricciardo  | Red Bull Racing-TAG Heuer | 1:34.755 | 1:34.185 | 1:33.494 | 4    |
| 6                        | 31 | Esteban Ocon      | Racing Point-Mercedes     | 1:34.876 | 1:34.522 | 1:34.145 | 6    |
| 7                        | 27 | Nico Hülkenberg   | Renault                   | 1:34.932 | 1:34.564 | 1:34.215 | 7    |
| 8                        | 8  | Romain Grosjean   | Haas-Ferrari              | 1:34.892 | 1:34.419 | 1:34.250 | 8    |
| 9                        | 16 | Charles Leclerc   | Sauber-Ferrari            | 1:35.069 | 1:34.255 | 1:34.420 | 9    |
| 10                       | 11 | Sergio Pérez      | Racing Point-Mercedes     | 1:35.193 | 1:34.525 | 1:34.594 | 10   |
| 11                       | 55 | Carlos Sainz Jr.  | Renault                   | 1:34.891 | 1:34.566 |          | 11   |
| 12                       | 20 | Kevin Magnussen   | Haas-Ferrari              | 1:34.972 | 1:34.732 |          | 12   |
| 13                       | 10 | Pierre Gasly      | Scuderia Toro Rosso-Honda | 1:34.850 | S/Tempo  |          | 192  |
| 14                       | 28 | Brendon Hartley   | Scuderia Toro Rosso-Honda | 1:35.206 | S/Tempo  |          | 203  |
| 15                       | 33 | Max Verstappen    | Red Bull Racing-TAG Heuer | 1:34.766 | S/Tempo  |          | 184  |
| 16                       | 14 | Fernando Alonso   | McLaren-Renault           | 1:35.294 |          |          | 13   |
| 17                       | 35 | Sergey Sirotkin   | Williams-Mercedes         | 1:35.362 |          |          | 14   |
| 18                       | 18 | Lance Stroll      | Williams-Mercedes         | 1:35.480 |          |          | 15   |
| 19                       | 9  | Marcus Ericsson   | Sauber-Ferrari            | 1:35.536 |          |          | 16   |
| 20                       | 2  | Stoffel Vandoorne | McLaren-Renault           | 1:35.735 |          |          | 17   |
| Tempo dos 107%: 1:40.719 |    |                   |                           |          |          |          |      |
| Fonte:                   |    |                   |                           |          |          |          |      |

Notas
- ↑1  – Sebastian Vettel received a three-place grid penalty for failing to slow sufficiently during a red flag period in Free Practice 1.
- ↑2  – Pierre Gasly received a 35-place grid penalty for exceeding his quota of power unit elements.
- ↑3  – Brendon Hartley received a 40-place grid penalty: 35 places for exceeding his quota of power unit elements and 5 places for an unscheduled gearbox change.
- ↑4  – Max Verstappen received a five-place grid penalty for an unscheduled gearbox change.

### Corrida

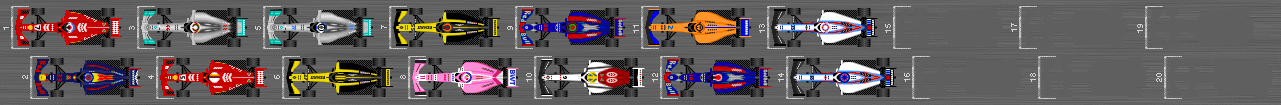
Resultado da corrida

| Pos.    | Nu. | Piloto            | Construtor                | Voltas | Tempo/Retirado   | Grid | Pontos |
| ------- | --- | ----------------- | ------------------------- | ------ | ---------------- | ---- | ------ |
| 1       | 7   | Kimi Räikkönen    | Ferrari                   | 56     | 1:34:18.643      | 2    | 25     |
| 2       | 33  | Max Verstappen    | Red Bull Racing-TAG Heuer | 56     | +1.281           | 18   | 18     |
| 3       | 44  | Lewis Hamilton    | Mercedes                  | 56     | +2.342           | 1    | 15     |
| 4       | 5   | Sebastian Vettel  | Ferrari                   | 56     | +18.222          | 5    | 12     |
| 5       | 77  | Valtteri Bottas   | Mercedes                  | 56     | +24.744          | 3    | 10     |
| 6       | 27  | Nico Hülkenberg   | Renault                   | 56     | +1:27.210        | 7    | 8      |
| 7       | 55  | Carlos Sainz Jr.  | Renault                   | 56     | +1:34.994        | 11   | 6      |
| 8       | 11  | Sergio Pérez      | Racing Point-Mercedes     | 56     | +1:41.080        | 10   | 4      |
| 9       | 28  | Brendon Hartley   | Scuderia Toro Rosso-Honda | 55     | +1 volta         | 20   | 2      |
| 10      | 9   | Marcus Ericsson   | Sauber-Ferrari            | 55     | +1 volta         | 16   | 1      |
| 11      | 2   | Stoffel Vandoorne | McLaren-Renault           | 55     | +1 volta         | 17   |        |
| 12      | 10  | Pierre Gasly      | Scuderia Toro Rosso-Honda | 55     | +1 volta         | 19   |        |
| 13      | 35  | Sergey Sirotkin   | Williams-Mercedes         | 55     | +1 volta         | 14   |        |
| 14      | 18  | Lance Stroll      | Williams-Mercedes         | 54     | +2 voltas        | 15   |        |
| Ret     | 16  | Charles Leclerc   | Sauber-Ferrari            | 31     | Danos da colisão | 9    |        |
| Ret     | 3   | Daniel Ricciardo  | Red Bull Racing-TAG Heuer | 8      | Bateria          | 4    |        |
| Ret     | 8   | Romain Grosjean   | Haas-Ferrari              | 2      | Colisão          | 8    |        |
| Ret     | 14  | Fernando Alonso   | McLaren-Renault           | 1      | Colisão          | 13   |        |
| DSQ     | 31  | Esteban Ocon      | Racing Point-Mercedes     | 56     | Combustível 1    | 6    |        |
| DSQ     | 20  | Kevin Magnussen   | Haas-Ferrari              | 56     | Combustível 2    | 12   |        |
| Source: |     |                   |                           |        |                  |      |        |

Notas
- ↑1  – Esteban Ocon originally finished eighth, but was disqualified for exceeding fuel flow limits on lap 1.
- ↑2  – Kevin Magnussen originally finished ninth, but was disqualified for consuming more than 105 kg of fuel during the race.

## Voltas na Liderança
- Commons

| Nº de Voltas | Piloto         | Voltas                    |
| ------------ | -------------- | ------------------------- |
| 39           | Kimi Räikkönen | (1-10), (12-21) e (38-56) |
| 17           | Lewis Hamilton | (11) e (22-37)            |

## Curiosidades
- Kimi Räikkönen quebra o o recorde do maior intervalo entre as vitórias de Grandes Prêmio: 115 corridas (2013 a 2018). O recorde era de Riccardo Patrese (1983 à 1990) de 99 corridas.
- Räikkönen também quebrou o recorde de maior diferença entre a primeira e a última vitórias na carreira. Havia 15 anos e 212 dias desde a primeira vitória no Grande Prêmio da Malásia em 2003, o recorde pertencia a Michael Schumacher já havia detido o recorde, tendo ficado 14 anos entre a primeira e a última vitórias.
- Única vitória de Kimi Räikkönen pela Ferrari desde o seu retorno à equipe em 2014. A última vez que o finlandês venceu uma corrida correndo pela equipe de Maranello, foi na Bélgica em 2009 (ainda durante sua primeira passagem pela equipe que ocorreu de 2007 a 2009).
- Räikkönen se torna o piloto mais velho a vencer uma corrida desde Nigel Mansell em 1994.
- Com a 21.ª vitória, Kimi Räikkönen supera o número de vitórias de seu compatriota, Mika Häkkinen (20) e se tornar o finlandês que venceu mais na categoria.
- 50ª vitória finlandesa na Fórmula 1.
- Últimos pontos de Brendon Hartley.

- Commons

## 2018DHLFastest Pit Stop Award

### Resultado
| 1      |  |  |  |  | 25 |
| 2      |  |  |  |  | 18 |
| 3      |  |  |  |  | 15 |
| 4      |  |  |  |  | 12 |
| 5      |  |  |  |  | 10 |
| 6      |  |  |  |  | 8  |
| 7      |  |  |  |  | 6  |
| 8      |  |  |  |  | 4  |
| 9      |  |  |  |  | 2  |
| 10     |  |  |  |  | 1  |
| Fonte: |  |  |  |  |    |

### Classificação
| Tabela do DHL Fastest Pit Stop Award \| Pos \| Construtor \| Pontos \| Var \| \| --- \| ---------- \| ------ \| --- \| \| 1 \| \| \| \| \| 2 \| \| \| \| \| 3 \| \| \| \| \| 4 \| \| \| \| \| 5 \| \| \| \| \| 6 \| \| \| \| \| 7 \| \| \| \| \| 8 \| \| \| \| \| 9 \| \| \| \| \| 10 \| \| \| \| |            |        |     |
| Pos | Construtor | Pontos | Var |
| 1 |            |        |     |
| 2 |            |        |     |
| 3 |            |        |     |
| 4 |            |        |     |
| 5 |            |        |     |
| 6 |            |        |     |
| 7 |            |        |     |
| 8 |            |        |     |
| 9 |            |        |     |
| 10 |            |        |     |

## Tabela do campeonato após a corrida
Somente as cinco primeiras posições estão incluídas nas tabelas.
| Pos | Piloto           | Pontos | Var     |
| --- | ---------------- | ------ | ------- |
| 1   | Lewis Hamilton   | 346    | Estável |
| 2   | Sebastian Vettel | 276    | Estável |
| 3   | Kimi Räikkönen   | 221    | 1       |
| 4   | Valtteri Bottas  | 217    | 1       |
| 5   | Max Verstappen   | 191    | Estável |

| Pos | Construtor         | Pontos | Var     |
| --- | ------------------ | ------ | ------- |
| 1   | Mercedes           | 563    | Estável |
| 2   | Ferrari            | 497    | Estável |
| 3   | Red Bull-TAG Heuer | 337    | Estável |
| 4   | Renault            | 106    | Estável |
| 5   | Haas-Ferrari       | 84     | Estável |